# Bánuta
 Bánuta (szlovénül: Banuta) szlovéniai magyarok lakta falu Szlovéniában a Muravidéken.
Közigazgatásilag Lendva községhez tartozik.

## Fekvése
Lendvától 5 km-re északnyugatra  a Lendva és a Bukovnica-patak között,  a magyar határ közelében fekszik.

## Története
Bánuta a térség legkésőbb telepített faluja, melyet csak a 16. században alapítottak. 1644-ig a család kihalásáig volt a Bánffyak birtoka. Ezután a Nádasdy család birtoka lett. 1690- ben Eszterházy nádor több más valaha Bánffy-birtokkal együtt megvásárolta. Ezután végig a család birtoka maradt.
Vályi András szerint "BÁNOTA. v. Banuta. Magyar falu Szala Vármegyében, birtokosa Hertzeg Eszterházy Uraság, lakosai katolikusok, fekszik Alsó Lendvához közel, mellynek filiája, Lendva folyó, és álló vize között. Határja meglehetős termékenységű, kebelében szőlő hegye nintsen; de vagyonnyainak eladására, meglehetős alkalmatossága, második Osztálybéli. " 
Fényes Elek szerint "Banota, magyar falu, Zala vármegyében, 93 kath., lak. F. u. h. Eszterházy. Ut. p. A. Lendva."
1910-ben 118, túlnyomórészt magyar lakosa volt.
Közigazgatásilag Zala vármegye Alsólendvai járásának része volt. 1919-ben a Szerb–Horvát–Szlovén Királysághoz csatolták, ami tíz évvel később vette fel a Jugoszlávia nevet. 1941-ben a Muramentét a magyar hadsereg visszafoglalta és 1945-ig ismét Magyarország része volt, majd a második világháború befejezése után végleg jugoszláv kézbe került. 1991 óta a független Szlovén Köztársaság része. 2002-ben 75 lakosa volt.

## Nevezetességei
A falu haranglába a 20. század első felében épült.